# Mingan Archipelago National Park Reserve
Mingan Archipelago National Park Reserve  er en nationalpark i Québec i Canada. Området, som blev nationalpark i 1984, består af omkring tredive kalkstensøer og over 1.000 småøer af granit.
I løbet af ynglesæsonen bor omkring 35.000 par havfugle af 12 forskellige arter, blandt andet lunde i området. Blandt pattedyrene findes bæver, nordamerikansk odder, bisamrotte, egern, polarhare, ræv, sølvræv, hermelin, forskellige arter flagermus og et antal smågnavere.